# Busch Gardens

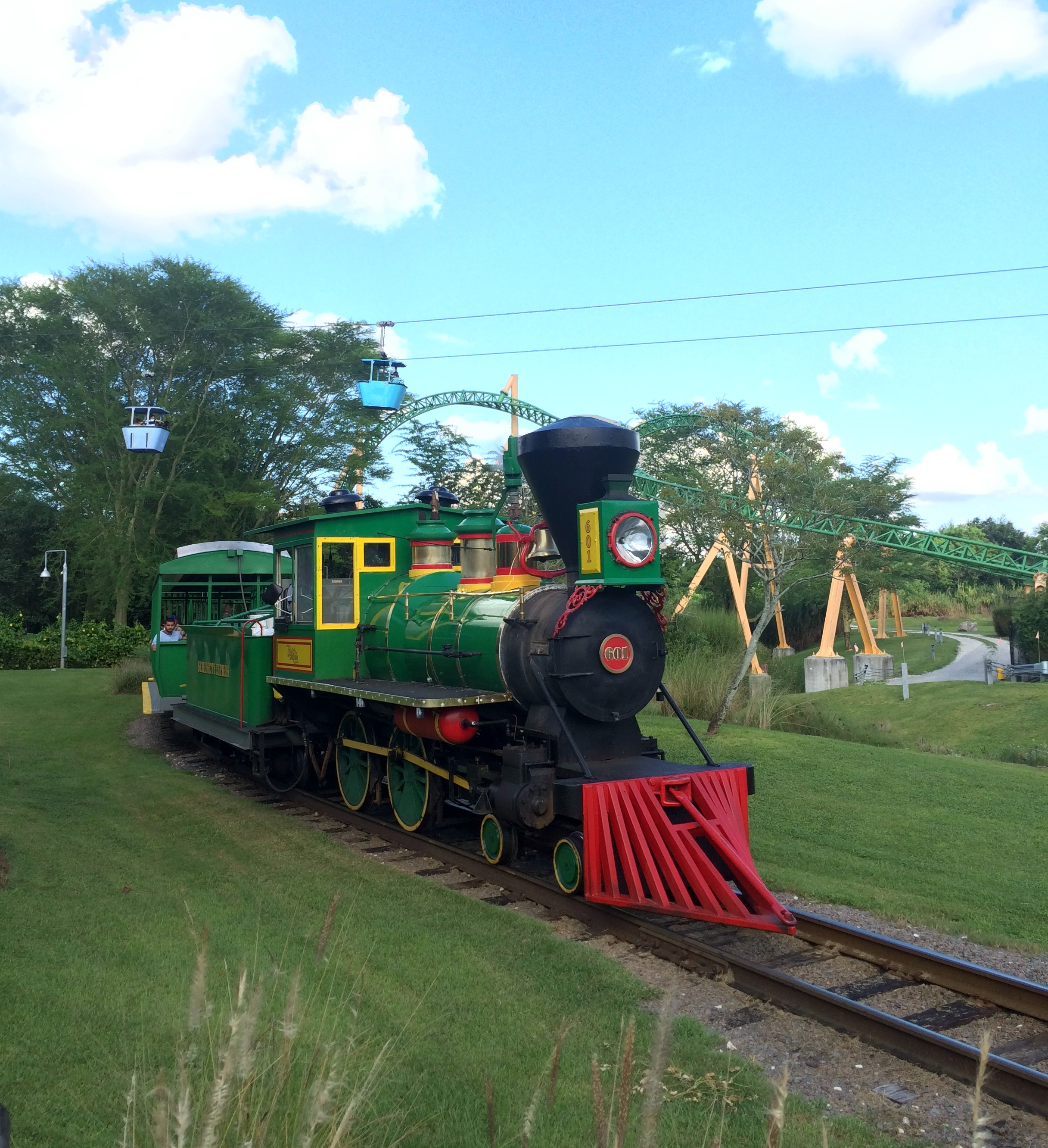
Serengeti Railway på Busch Gardens Tampa Bay.

Busch Gardens är namnet på två temaparker i USA som ägs av United Parks & Resorts. Parkerna ägdes tidigare av bryggeriföretaget Anheuser-Busch.

## Parker
- Busch Gardens Tampa Bay i Tampa, Florida, öppnad 1959, har Afrikatema.
- Busch Gardens Williamsburg i Williamsburg, Virginia, öppnad 1975, har Europatema.

Namnet "Busch Gardens" kommer från den trädgård som uppfördes av Adolphus Busch vid dennes hem i Pasadena, Kalifornien, som var öppen för besökare från 1906 till 1937. Det har även funnits Busch Garden parker i stadsdelen Van Nuys i Los Angeles (1964-1979) samt i Houston, Texas (1971-1973).